# Walter Niedermayr
Walter Niedermayr (* 27. Februar 1952 in Bozen) ist ein Künstler/Fotograf und lebt in Bozen.

## Leben
Seit 1985 arbeitet Niedermayr an Projekten, in denen er den Raum als von Menschen besetzte und gestaltete Realität untersucht und immer wieder auch die Zerstörung des Planeten thematisiert, etwa in seinen Werkgruppen "Alpine Landschaften" und "Artefakte". In diesen Kontext gehört auch seine Serie in Plastik verpackter Schneekanonen, die Niedermayr als "Porträts" versteht, stellvertretend für Menschen, die in der Wintersaison die Bergwelt künstlich "aufwerten". Sein Blick richtet sich zudem auf ephemere Architekturen, wie Krankenhäuser oder Gefängnisse und dokumentiert hier das Verhältnis zwischen Technik und Mensch, zwischen Ökonomie und Humanität. Zwischen 2005 und 2008 entstanden die Bildserien Iran, in denen sich die überwiegend modernen Stadtlandschaften zu phantastisch-surrealen Panoramen formieren, die die gesichts- und geschichtslose Leere einer internationalen Zweckarchitektur ästhetisch kulminieren lassen. 
Seit 2011 ist er Lehrbeauftragter für künstlerische Fotografie an der Fakultät für Design und Künste der Freien Universität Bozen.
1995 wurde er für seine Serie Die Bleichen Berge mit dem European Photography Award ausgezeichnet. 1997 beteiligte sich Niedermayr am Projekt treffpunkt niemandsland des Berliner Künstlerduos p.t.t. red am Brennerpass. Ab 2000 arbeitet er mit den japanischen Architekten Kazuyo Sejima und Ryue Nishizawa zusammen, die in Tokio das Büro SANAA führen. 
Niedermayrs Werke zeichnet ein sachlicher, nüchterner Blick aus, der durch die Reduzierung der Farbigkeit seiner Fotografien noch gesteigert wird. Dem Verschwinden der Natur - etwa in seiner Serie "Die bleichen Berge" - entspricht das scheinbare Verblassen der Bilder. Charakteristisch für Niedermayr ist auch die Mehrteiligkeit seiner Arbeiten, die sich zu Panoramen oder Sequenzen zusammenfügen. 

## Rezeption
Die Zeitschrift für Fotografie und Medienkunst EIKON schrieb über Niedermayrs Werk, auffällig sei „besonders seine Arbeit mit der Farbe, die sich den Pastelltönen nähert, meistens im Gegensatz zum Standard der Fotolabors mit ihren dichten und satten Farben überbelichtet, was die Bilder etwas mehr der Wirklichkeit entrückt und sie verblaßt und durchsichtig erscheinen lässt“.

## Werke in Sammlungen
Niedermayrs Arbeiten befinden sich in Öffentlichen Sammlungen, darunter: 21th Century Museum of Contemporary Art, Kanazawa; Albertina Wien; Centre Pompidou, Paris; Denver Art Museum; DG Bank, Frankfurt; Fondation Cartier, Paris; Fondazione MAST, Bologna; FRAC, Basse-Normandie; FRAC, Haute Normandie; FRAC, Ile de France; FRAC, Limousin; FRAC, Pays de la Loire; FRAC, Normandie; Galleria di Arte Moderna di Bologna; House of Parliament, Oslo; Linea di Confine, Rubiera; Magistrat Graz; MART, Rovereto; MAXXI, Roma; MOMA, New York; Musée Cantonal des Beaux Art, Sion; Musée d’Art moderne et contemporain, Strasbourg; Musée du Chateau d’Annecy; Musées de la Ville de Strasbourg; Museion, Bolzano; Museo Fortuny, Venezia; Museum der bildenden Künste, Leipzig; Museum der Moderne Rupertinum, Salzburg; Museum Gertsch Bergdorf; MoCa, Los Angeles; Museum of Modern Art, Seoul; Neue Galerie, Graz; Philadelphia Museum of Art; Saatchi Foundation, London; Städel Museum, Frankfurt; Tate Modern, London; UBS Art Collection, Zürich; West Collection, Philadelphia; World Center, Miami.

## Ausstellungen

### Einzelausstellungen (Auswahl)
- 2018: "Walter Niedermayr. A Window onto Contemporary Iranian Photography", Chiostri di San Domenico, Fotografia Europea 2018, Reggio Emilia
- 2017: "Walter Niedermayr. Koexistenzen", aut. architektur und tirol, Innsbruck; Walter Niedermayr. Galerie Johann Widauer, Innsbruck;  "Walter Niedermayr. Recollection. Iran - antica Persia e industrializzazione", Tosetti Value, Turin
- 2016: "Walter Niedermayr. Raumaneignungen (Appropriations of Space)- Lech 2015/2016",Allmeinde commongrounds, Lech am Arlberg
- 2015: "Walter Niedermayr. Projection Spheres and Adventure Realms", Month of Photography, Bratislava
- 2014:  Walter Niedermayr. Galerie Nordenhake, Berlin
- 2013: "Walter Niedermayr. Appearances", La Filature, Mulshouse
- 2012: "Conjonctions", Istituto Italiano di Cultura de Paris, Paris; Walter Niedermayr, Galleria Suzy Shammah, Milano
- 2011: "Walter Niedermayr 2005–2010", Ex-ospedale Sant'Agostino, Fondazione Fotografia, Modena
- 2009:  Walter Niedermayr, Robert Miller Gallery, New York;  Walter Niedermayr, Galerie Nordenhake, Stockholm
- 2008:  Walter Niedermayr, Galleria Suzy Shammah, Milano
- 2007:  Walter Niedermayr, Galerie Nordenhake, Berlin;  Walter Niedermayr, Galleri Opdahl, Stavanger; "Walter Niedermayr / Kazuyo Sejima + Ryue Nishizawa (SANAA)", with SANAA Architects, International Arts Centre, Antwerpen, Arc en Rêve Centre d’architecture Bordeaux, aut. architektur und tirol, Innsbruck, Accademia di Architettura Mendrisio
- 2006:  Walter Niedermayr, Robert Miller Gallery, New York
- 2005:  Walter Niedermayr, Galleria Suzy Shammah, Milano
- 2004: "Walter Niedermayr. Zivile Operationen (Civil operations)", Museion Museum für moderne und zeitgenössische Kunst, Bozen; Walter Niedermayr, Galerie Bob van Orsouw, Zürich
- 2003: "Walter Niedermayr. Zivile Operationen (Civil operations)", Kunsthalle Wien, Kunstverein Hannover, Museum der bildenden Künste Leipzig, Württembergischer Kunstverein Stuttgart;  Walter Niedermayr, Galerie Solverget, Stavanger; Walter Niedermayr, Galerie Nordenhake, Berlin
- 2001: Stadtgalerie Schwaz, Tirol; Galerie Nordenhake, Stockholm; Angles Gallery, Santa Monica; Galerie Meyer Kainer, Wien
- 2000: Centre pour l’image contemporaine, Genève; Koyanagi Gallery, Tokyo; Rhona Hoffmann Gallery, Chicago; Rupertinum, Museum für moderne und zeitgenössische Kunst, Salzburger Landessammlung, Salzburg*; Centre pour l’image contemporaine, Genf; Rupertinum, Museum der Moderne, Salzburg
- 1999: Momentary Resort, Robert Miller Gallery, New York; Musée Château d´Annecy, Annecy; Reservate des Augenblicks, ar/ge Kunst Galerie Museum, Bolzano*; Walter Niedermayr, Centre Photographique d´Ile de France, Pontault-Combault; Angles Gallery, Santa Monica; Fundación BBK, Bilbao
- 1998: White Cube, London; Galerie Anne de Villepoix, Paris; Galleria Gió Marconi, with Marina Ballo Charmet, Milano; Centre Photographique d´Ile de France, Pontault-Combault
- 1997: Galerie Nordenhake, Stockholm; Kunstverein Ulm
- 1996: Galerie Anne de Villepoix, Paris; Neue Gesellschaft für bildende Kunst, Berlin; Pauhof - beobachtet, Galerie im Stifterhaus, Linz
- 1995: Phantasma und Phantome, Offenes Kulturhaus Linz*
- 1994: Die bleichen Berge, Museum für Gestaltung, Zürich; Forum Stadtpark, with Wout Berger, Graz
- 1993: Die bleichen Berge, ar/ge Kunst Galerie Museum, Bolzano*; Printemps de Cahors*
- 1992: Historische Industriearchitektur Tirol, Südtirol, Vorarlberg; ar/ge Kunst Galerie Museum, Bolzano, Galerie im Taxispalais Innsbruck, Museum Bregenz*
- 1990: Architektur, Natur und Technik, Sexten Kultur, Sexten, Technische Hochschule Innsbruck, Hochschule für Künstlerische und Industrielle Gestaltung, Linz*
- (*) denotes publication

### Gruppenausstellungen (Auswahl)
- 2018: Drive Drove Driven. Das Auto in der zeitgenössischen Kunst, BTV FO.KU.S, Innsbruck; A Window onto Contemporary Iranian Photography. Genesis of an Opaque Vision, Chiostri di San Domenico, Fotografia Europea 2018, Reggio Emilia
- 2017: "Snow future. Hansjörg Dobliar, Philipp Messner, Walter Niedermayr", Naturmuseum Bozen; "The Power of Images", MAST, Bologna
- 2016: Les couleurs du paradis perdu, Médiathèque Valais-Martigny, Martigny; Territoires rêvés. En Dialogues 2, Musée des Beaux-Arts, Caen; The force of photography. Works from the Museion Collection, Museion, Bolzano/Bozen; Sport et loisirs - propos d’artistes, Agence culturelle Alsace, Erstein Etappenstall, Elsass Tour/Collection FRAC Alsace; Shared Space: A New Era / Photographs from the Bank of America Collection, McColl Center for Art + Innovation, Charlotte; Extraordinary Visions / l’Italia,  MAXXI, Roma; Arte e architettura: punti di vista, MantovArchitettura, Casa del Mantegna, Mantova*; Ceramica, latte, macchine e logistica. Fotografie dell'Emilia-Romagna al lavoro, MAST, Bologna*; Snow Future. Die Alpen – Perspektiven einer Sehnsuchtslandschaft in Kunst + Wissenschaft,t Philipp Messner, Hansjoerg Dobliar, Walter Niedermayr,  ERES-Stiftung, München*
- 2015: Montagna. Oltre la natura, Palazzo Assessorile, MART, Cles; Italia. Inside Out, Palazzo della Ragione, Milano; Mal di montagna, Studi festival #1 - MARS Milan Artist Run Space, Milano; Grand Tour, Harley Gallery, Welbeck/Nottinghamshire; Landschaft in Bewegung. Filmische Ausblicke auf ein unbestimmtes Morgen, Universalmuseum Joanneum, Graz; Landscape in my Mind - Landschaftsfotografie heute. Von Hamish Fulton bis Andreas Gursky, Bank Austria Kunstforum, Wien
- 2014: "Fundamentals -14th International Architecture Exhibition", La Biennale, Venezia; "La Collezione di Fotografia Europea.Sguardi contemporanei", Fotografia Europea 014 Festival, Reggio Emilia; "Il sublime e il banale", video screening, Galleria Civica, Trento; "Jenseits der Ansichtskarte. Die Alpen in der Fotografie", Vorarlberg Museum, Bregenz
- 2013: "Weitblick - Berg. Gesellschaft. Technologie", Innovation Festival, Museion - Museum for contemporary Art, Bolzano; "Pièces Montrées - Frac Alsace, 30 ans de collection" La collection impossible, Fondation Fernet-Branca, Saint-Louis; "Images for Images. Artists for Tichy - Tichy for Artists", Central Bohemian Gallery (GASK), Kutná Hora*; "TAV Bologna Milano - Fotografia, ricerca e territorio", Maxxi, Roma; "CONCRETE – Fotografie und Architektur", Fotomuseum Winterthur; "Landmark: The Fields of Photography", Positive View Foundation, Somerset House, London*
- 2012: "Cosa Mentale: Paysage(s) - Paysage-Document", Musèe de La Roche-sur-Yon*; "Ansichten an sich - zeitgenössische Fotokunst aus Nord- und Osttirol, Südtirol und dem Trentino", FO.KU.S Foto Kunst Stadtforum, Innsbruck; "Peripheral Visions: Italian Photography in Context, 1950s-Present", Hunter College, The City University of New York, New York*
- 2011: "Schwarz Weiss - Design der Gegensätze", Museum für Gestaltung Zürich; "Tokyo Art Meeting (II) Architectural Environments for Tomorrow - New Spatial Practices in Architecture and Art", Museum of Contemporary Art, Tokyo*; "Imperfect Health", Canadian Centre for Architecture, Montréal*; "L’Italia va in vacanza. Fotografie dalle Collezioni del MAXXI Architettura", MAXXI Museo nazionale delle arti del XXI secolo, Roma; "Lay of the Land", Angles Gallery, Los Angeles; "Alpen - Sehnsuchtsort & Bühne", Residenzgalerie, Salzburg*; "Blink! Light, Sound & the Moving Image", Denver Art Museum; "Alpine Desire", Austrian Cultural Forum, New York*; "Hafnarhús – Without Destination", Reykjavík Art Museum (RAM)*
- 2010: "People meet in Architecture - Arsenale", 12. Mostra Internazionale di Architettura, Venice Biennale*; "Sanaa World of Architecture", DAC | Dansk Arkitektur Center, Kopenhagen; Asia Spectrum - 3rd Daegu Photo Biennale; "Landscape without Horizon", Museum Schloss Myland, Bedburg-Hau/Kleve*; Kazuyo Sejima + Ryue Nishizawa / SANAA, Tokyo, Aedes Architecture Forum, Berlin
- 2009: "Vanishing Landscapes", Galerie Ruzicska, Salzburg; ">Natur< in der Kunst der Gegenwart", Kunstmuseum Bonn; "Before Architecture, After Architecture", Tomio Koyama Gallery, Tokyo
- 2008: "Manifesta7, The Rest of Now", Alumix Bozen/Bolzano, Region Trentino-South Tyrol*; "Von der Weite des Eises", Albertina Wien*; "Art Incorporated – The Role of Art in Urban Developement", Kunstmuseet Koge; "LINZ TEXAS Eine Stadt mit Beziehungen", Az W, Linz; "Museums in the 21st Century", Louisiana Museum of Modern Art, Humlebaek; "Art is for the spirit", Mori Art Museum, Tokyo; "All inclusive. Die Welt des Tourismus", Kunsthalle Schirn, Frankfurt*; "Rückblende", Neue Galerie, Graz; "Lugares comprometidos. Topografía y actualidad", Photoespaña 2008, XI International Festival of Photography and Visual Arts, Madrid
- 2007: Foto-Kunst, Museum Essl Klosterneuburg/Wien; Tourist´s Tale, Arhus Kunstbygning; Reality Crossings, 2. Fotofestival Mannheim / Ludwigshafen / Heidelberg*; Japan und der Westen, Kunstmuseum Wolfsburg*; There is no border, there is no border, there is no border,  no border, no border,  no border, I wish, Galerie im Taxispalais Innsbruck*; Ziemlich Hoch, Kunsthaus Kaufbeuren; Atlante italiano007. Rischio paesaggio, DARC Roma; Northern Lights - Reflecting with Images, Galleria Civica di Modena; Life is stranger than fiction, Albertina, Vienna; Industrielle Bildwelten, FO.KU.S Stadtforum, Innsbruck*; Spectacular space, Galerie Bob van Orsouw, Zürich; Unter Sternen, Museum Franz Gertsch, Burgdorf; White-out, Künstlerhaus Palais Thurn und Taxis, Bregenz; Stadtgalerie, Saarbrücken; Palazzo Margherita, Modena*; Simultan, Fotomuseum, Winterthur; Paola De Pietri - Io parto, Museo di fotografia contemporanea, Cinisello Balsamo
- 2006: Artists for Tichy. Tichy for Artists, Museum für moderne Kunst, Passau; East Bohemian Gallery of Fine Arts, Pardubice; Moravian Gallery, Brno*; Sanaa/Walter Niedermayr, with Sanaa architects, Architekturmuseum, Basel*; Out of the camera, Bielefelder Kunstverein*; Peintres de la vie moderne, Centre Pompidou, Paris; Young Italian artists at the turn of the Millennium, Galleria Continua, Beijing*;Start@Hangar, Hangar Bicocca, Milano; Linea veloce Bologna-Milano, Linea di Confine, L'Ospitale, Rubiera*; Settimana della fotografia europea, Reggio Emilia*; Trans Emilia, The Linea di Confine Collection: Territorial  Reconnaissance of the Region Emila Romagna, Fotomuseum Winterthur, Centro internazionale dell’Infanzia “Loris Malaguzzi”, Reggio Emilia*; Montagnes magiques, Galerie d’Art du Conseil général des Bouches de Rhône, Aix en Provence; Opening up Art, Tate Modern, UBS Art Collection, London; Archit-Action, Galerie für zeitgenössische Kunst, Leipzig*; Zerstörte Welten, Kunstraum Dornbirn; Arhus Kunstbygning*; Sguardi da nord. Reflecting with images, Galleria Civica, Palazzo Santa Margherita, Modena*
- 2005: Simultan. Zwei Sammlungen österreichischer Fotografie, Museum der Moderne, Salzburg Mönchsberg*; La dolce crisi, Villa Manin, Passariano-Codroipo*; Der Blick auf Dresden, Die Frauenkirche und das Werden der Dresdner Stadtsilhouette, Staatliche Kunstsammlungen, Dresden*; Kazuyo Sejima + Ryue Nishizawa Sanaa, Basilica Palladiana, with Sanaa architects, Vicenza*; Trans Emilia, Fotomuseum Winterthur*; Landschaft als Metapher, Ursula Blickle-Stiftung, Kraichtal*; Aus der Fotosammlung. Neuerwerbungen, Landesgalerie am Oberösterreichischen Landesmuseum, Linz; Nach Rokynik: Die Sammlung der Evn, Mumok, Wien*; Berg, ich hasse dich – Berg ich liebe dich, Museé cantonal des beaux-arts, Sion*; Sanaa, 21st Century Museum of Contemporary Art, with Sanaa architects, Kanazawa*; Multiple Räume (2) Park, Kunsthalle, Baden-Baden*; De Natura, Centre d’art contemporain, Meymac; Repérages, Frac d’Ile-de-France à l’Ecole d’Architecture de Paris-Belleville; Artissima 12: Tutta la fotografia, Torino
- 2004: Support 2 - Die neue Galerie als Sammlung, Neue Galerie, Graz; Yet Untitled, Kunsthalle, Nürnberg; National Museum of Photography, Kopenhagen; Weisse Wunderware Schnee, Bündner Kunstmuseum, Chur*; Metamorph, 9. Mostra Internazionale di Architettura, Biennale di Venezia*; An eye for the city - Italian contemporary photography and the view of the city, South East Museum of Photography, Daytona Beach*; Public Record, Museum of Contemporary Art, Los Angeles; Collège Lyee Honore Daumier, Frac Paca, Marseille; Reality Real – Arbeiten auf Papier, Gebrüder Lehmann Gallery, Dresden; Support 1 - Die neue Galerie als Sammlung, Neue Galerie, Graz
- 2003: Yet Untitled, Suermondt Ludwig Museum, Aachen*; The Spirit of White, Fondation Beyeler, Basel; Montagna. Arte, scienza, mito da Dürer a Warhol, MART, Rovereto*; Natürlich gebaut. Die Landschaft zwischen Konstruktion und Narration, Helmhaus, Zürich*; Regarde, il neige (schizogéographie de la vie quotidienne), Centre national d’art et du paysage, Vassivière; Tombe la neige, Anne de Villepoix Gallery, Paris; La montagna incantata, Fondazione Sandretto Re Rebaudengo, Torino; L´idea di paesaggio nella fotografia italiana dal 1850 ad oggi, 8° ed. Modena per la Fotografia, Galleria Civica Modena*; Des voisinages, Le Plateau Fonds Régional d’Art Contemporain d’Ile-de-France; Platsens Politik, Länsmuseet Västernorrland, Härnösand; Paikan Politicat. Politics of Sense, Suomen valokuvataiteen museo. Finnish Museum of Photography, Helsinki*
- 2002: Schöne Aussicht, Kunst Meran im Haus der Sparkasse, Meran*; Der Berg, Heidelberger Kunstverein*; Paysages, 4e Biennale d’Art contemporain, Enghien-les-Bains; Mon(u)mental, Tiroler Landesmuseum Ferdinandeum, Innsbruck*; Le bati et vivant. Semaines Européennes de l’Image, Chapelle du Rham, Luxembourg; „Landschaftsblicke“ – artfinder / Fabrikhallen Phoenix, Hamburg-Harburg; Stanze II, Museum for modern and contemporary art, Bolzano*; Naviguer entre les lignes, Collège Joseph Vernet, Avignon; Berge, Galerie Six Friedrich/Lisa Ungar, München; The Politics of Place, Bildmuseet Umea, Edsvik Konst och Kultur, Stockholm; Finnish Museum of Photography, Helsinki; Västernorrlands Länsmuseum, Härnösand*; L´art d´aujourd´hui: un choix dans la collection du Fnac, Musée de Grenoble
- 2001: An eye for the city, University of New Mexico Art Museum, Albuquerque*; Conversation, Musée Départemental de Gap, Marseille; The Waste Land, Zentrum für zeitgenössische Kunst der österreichischen Galerie Belvedere, Wien*; Sense of space, stichting fotografie noorderlicht, Groningen*; Unlimited, ArtBasel Art Fair
- 2000: Anti Memory, Yokohama Museum of Art*; Luoghi come paesaggi, Galleria degli Uffizi, Firenze*; Mapping Territory Connections, Galerie Anne de Villepoix Paris; Contemporary Art of Europe, European Central Bank Frankfurt*; Places which I never visited, Museum of Contemporary Art Zagreb*; Unschäreferrelation, Kunstmuseum Heidenheim, Stadtgalerie Saarbrücken*; Fondazione Ado Furlan, Spilimbergo
- 1999: Unschärferelation, Kunstverein Freiburg*; Galerie Gebrüder Lehmann, Dresden; Kerlin Gallery, Dublin; Insight out, Kunstraum Innsbruck, Kunstverein Baselland*; Tomorrow For Ever, Kunsthalle Krems, Museum Küppersmühle, Bonn*; Art Club, Chicago; CCA Canadian Center of Architecture, Montreal; Das Versprechen der Fotografie, Sammlung der DG Bank, Hara Museum of Contemporary Art Tokio, Kestnergesellschaft Hannover, Center National de la Photographie Paris, Akademie der Künste Berlin, Schirn Kunsthalle Frankfurt, Museum Oldenburg*
- 1998: 1968-1998. Fotografia e arte in Italia, Palazzo Santa Margherita, Modena; A sense of place, Angles Gallery, Santa Monica; About Painting III, Robert Miller Gallery, New York; Pagine di fotografia italiana 1900-1998, Fondazione Galleria Gottardo, Lugano*; Dissin´ the real, Lombard Freid, New York, Galerie Krintzinger, Wien; Le sentiment de la montagne, Musée de Grenoble*; Reservate der Sehnsucht, Union-Brauerei, Dortmund*
- 1997: The great Outdoors, Gallery Gimpel Fils, London; Motivation Landschaft, Museum für Photographie Braunschweig; The 90s: A Family of Man, Casino Luxembourg*; Paysages critiques, Le Triangle, Rennes; Alpenblick, Kunsthalle, Wien*; Artist in Residence, Neue Galerie, Graz*; Venezia contemporanea Marghera, Pilkington Pavillion, Marghera, Biennale di Venezia*; Europa, Encontros de Fotografia de Coimbra*; Niemandsland, Brenner*; La Collection de la Fondation Cartier, 1er volet, Fondation Cartier, Paris
- 1996: Grande Galerie, Ecole Régionale des Beaux Arts, Rouen; Campo, Kunstmuset, Malmö; Prospect '96, Schirnhalle, Frankfurt*; Young Eva+A, City Art Gallery, Limerick; Obiettivi/Soggettivi, Fondazione Bevilacqua La Masa, Venezia*; Photographie d´une collection, Caisse des Dépots et Consignations, Paris; Heimat. Das Schweigen im Walde, Kunsthaus Kaufbeuren*
- 1995: Campo, Corderie dell'Arsenale, Venezia*; Campo, Fondazione Re Rebaudengo, Torino; Morceaux Choises, Le Magasin, Centre national d’art contemporaine, Grenoble*; Stadt in Latenz, Offenes Kulturhaus, Linz*; European Photography Award 1995, Deutsche Leasing AG, Bad Homburg
- 1994: Centre Saint-Louis: Institut français, Roma; Museum of Photography, Helsinki
- 1993: Direzioni, Galleria Eos Arte Contemporanea, Milano; Mai de la photo, Reims; Banca Credito Valtellinese, Sondrio; Palazzo Bentivoglio, Gualtieri/Reggio Emilia; Studio Marangoni, Firenze
- 1992: Frontiera 1'92, Forum Junger Kunst in Europa, Messehalle, Bolzano*
- 1991: Archivio dello spazio II - Olona Lambro Martesana - Beni architettonici ed ambientali della Provincia di Milano*; Westfoto, Gmunden*; Appunti di viaggi ordinari, Studio Marangoni, Firenze; Agorá, Torino*
- 1990: Archivio dello spazio - Beni architettonici ed ambientali della Provincia di Milano, Palazzo Isimbardi, Milano*
- 1989: L´insistenza dello sguardo - Fotografie italiane 1839-1989, Palazzo Fortuny, Venezia; Palazzo Ruscellai, Firenze*; Zeitbilder - Fotografie in Tirol - Südtirol - Trentino, Museion Museum for modern and contemporary art, Bolzano; Palazzo delle Albere, Trento*
- 1988: Künstlerprojekt Bergwerk Schneeberg '87, ar/ge Kunst Galerie Museum, Bolzano; Retzhof Leibnitz, 1991*

(*) denotes publication

### Monografische Ausgaben
- 2017 Walter Niedermayr | Koexistenzen, texts by Florentina Hausknotz, Giorgio Falco and Arno Ritter, Hatje Cantz, Berlin
- 2017 Walter Niedermayr | Raumaneignungen, Lech 2015-2016, text Catherine Grout and a conversation between Gerold and Katia Schneider, Walter Niedermayr and Arno Ritter, Hatje Cantz, Berlin
- 2013 Walter Niedermayr | The Aspen Series, with texts by Chris Byrne and Catherine Grout and a conversation between Paula Crown and Walter Niedermayr, Hatje Cantz, Ostfildern
- 2012 Walter Niedermayr | Conjonctions, text by Catherine Grout,  Istituto Italiano di Cultura de Paris, Paris
- 2011 Walter Niedermayr | Mose, edited by  Linea di Confine  per la Fotografia Contemporanea, William Guerrieri and Tiziana Serena, text by Tiziana Serena, Koenig Books Köln
- 2011 Walter Niedermayr | Appearances, Editors Filippo Maggia and Francesca Lazzarini, Skira, Milano
- 2010 Walter Niedermayr | Recollection, Editors Amir Cheheltan and Lars Mextorf, Hatje Cantz, Ostfildern
- 2009 Station Z Sachsenhausen, Editors HG Merz + Walter Niedermayr, Hatje Cantz, Ostfildern
- 2007 Walter Niedermayr | Kazuyo Sejima + Ryue Nishizawa / Sanaa, Editors Moritz Küng and deSingel Antwerp, Hatje Cantz, Ostfildern
- 2006 Walter Niedermayr | TAV, Linea di Confine, Rubiera / Schlebrügge, Wien
- 2004 Walter Niedermayr | Titlis, Codax publisher Zürich
- 2003 Walter Niedermayr | Zivile Operationen, Kunsthalle Wien, Hatje Cantz, Ostfildern
- 2001 Raumfolgen 1991-2001, texts by Martin Prinzhorn, Editors Carl Aigner and Andrea Domesle, Eikon, Wien
- 1998 Reservate des Augenblicks, ar/ge Kunst Galerie Museum, Hatje Cantz, Ostfildern
- 1993 Die bleichen Berge; ar/ge Kunst Galerie Museum, Raetia, Bolzano